# Associazione Sportiva Taranto 1979-1980
Questa voce raccoglie le informazioni riguardanti l'Associazione Sportiva Taranto nelle competizioni ufficiali della stagione 1979-1980.

## Rosa
| N. |                   | Ruolo | Calciatore       |
| -- | ----------------- | ----- | ---------------- |
|    | Italia (bandiera) | C     | Raffaele Arzeni  |
|    | Italia (bandiera) | C     | Bruno Beatrice   |
|    | Italia (bandiera) | D     | Claudio Berlanda |
|    | Italia (bandiera) | P     | Sergio Buso      |
|    | Italia (bandiera) | C     | Federico Caputi  |
|    | Italia (bandiera) | D     | Rodolfo Cimenti  |
|    | Italia (bandiera) | C     | Antonio D'Angelo |
|    | Italia (bandiera) | D     | Stefano Dradi    |
|    | Italia (bandiera) | A     | Giordano Galli   |
|    | Italia (bandiera) | D     | Ezio Glerean     |
|    | Italia (bandiera) | D     | Gaetano Legnaro  |

| N. |                   | Ruolo | Calciatore          |
| -- | ----------------- | ----- | ------------------- |
|    | Italia (bandiera) | C     | Lionello Massimelli |
|    | Italia (bandiera) | C     | Giuseppe Pavone     |
|    | Italia (bandiera) | P     | Zelico Petrovic     |
|    | Italia (bandiera) | D     | Natale Picano       |
|    | Italia (bandiera) | C     | Giovanni Quadri     |
|    | Italia (bandiera) | A     | Cosimo Recchia      |
|    | Italia (bandiera) | A     | Giovanni Roccotelli |
|    | Italia (bandiera) | A     | Renzo Rossi         |
|    | Italia (bandiera) | D     | Francesco Scoppa    |
|    | Italia (bandiera) | A     | Alessandro Turini   |
|    | Italia (bandiera) | D     | Roberto Valentini   |

## Risultati

### Serie B

#### Girone di andata
| 16 settembre 1979 1ª giornata | Taranto | 2 – 1 | Pistoiese |  |

| 23 settembre 1979 2ª giornata | Matera | 1 – 0 | Taranto |  |

| 30 settembre 1979 3ª giornata | Taranto | 0 – 1 | Lecce |  |

| 7 ottobre 1979 4ª giornata | Verona | 0 – 0 | Taranto |  |

| 14 ottobre 1979 5ª giornata | Taranto | 0 – 2 | SPAL |  |

| 21 ottobre 1979 6ª giornata | Parma | 1 – 1 | Taranto |  |

| 28 ottobre 1979 7ª giornata | Taranto | 2 – 1 | Sambenedettese |  |

| 4 novembre 1979 8ª giornata | Monza | 0 – 0 | Taranto |  |

| 11 novembre 1979 9ª giornata | Taranto | 0 – 0 | Sampdoria |  |

| 18 novembre 1979 10ª giornata | Lanerossi Vicenza | 0 – 1 | Taranto |  |

| 25 novembre 1979 11ª giornata | Taranto | 1 – 0 | Cesena |  |

| 2 dicembre 1979 12ª giornata | Bari | 2 – 0 | Taranto |  |

| 9 dicembre 1979 13ª giornata | Taranto | 1 – 2 | Palermo |  |

| 16 dicembre 1979 14ª giornata | Taranto | 0 – 1 | Pisa |  |

| 23 dicembre 1979 15ª giornata | Genoa | 2 – 1 | Taranto |  |

| 6 gennaio 1980 16ª giornata | Taranto | 0 – 2 | Ternana |  |

| 13 gennaio 1980 17ª giornata | Atalanta | 0 – 0 | Taranto |  |

| 20 gennaio 1980 18ª giornata | Brescia | 1 – 0 | Taranto |  |

| 27 gennaio 1980 19ª giornata | Taranto | 1 – 0 | Como |  |

#### Girone di ritorno
| 3 febbraio 1980 20ª giornata | Pistoiese | 2 – 1 | Taranto |  |

| 10 febbraio 1980 21ª giornata | Taranto | 1 – 0 | Matera |  |

| 17 febbraio 1980 22ª giornata | Lecce | 1 – 0 | Taranto |  |

| 24 febbraio 1980 23ª giornata | Taranto | 1 – 1 | Verona |  |

| 2 marzo 1980 24ª giornata | SPAL | 3 – 1 | Taranto |  |

| 9 marzo 1980 25ª giornata | Taranto | 2 – 0 | Parma |  |

| 16 marzo 1980 26ª giornata | Sambenedettese | 1 – 0 | Taranto |  |

| 23 marzo 1980 27ª giornata | Taranto | 2 – 0 | Monza |  |

| 30 marzo 1980 28ª giornata | Sampdoria | 1 – 0 | Taranto |  |

| 5 aprile 1980 29ª giornata | Taranto | 1 – 0 | Lanerossi Vicenza |  |

| 13 aprile 1980 30ª giornata | Cesena | 0 – 0 | Taranto |  |

| 20 aprile 1980 31ª giornata | Taranto | 0 – 0 | Bari |  |

| 27 aprile 1980 32ª giornata | Palermo | 0 – 1 | Taranto |  |

| 4 maggio 1980 33ª giornata | Pisa | 0 – 1 | Taranto |  |

| 11 maggio 1980 34ª giornata | Taranto | 2 – 2 | Genoa |  |

| 18 maggio 1980 35ª giornata | Ternana | 0 – 1 | Taranto |  |

| 25 maggio 1980 36ª giornata | Taranto | 0 – 0 | Atalanta |  |

| 1º giugno 1980 37ª giornata | Taranto | 0 – 0 | Brescia |  |

| 8 giugno 1980 38ª giornata | Como | 1 – 0 | Taranto |  |

## Statistiche

### Statistiche di squadra
| Competizione | Punti | In casa | In casa | In casa | In casa | In casa | In casa | In trasferta | In trasferta | In trasferta | In trasferta | In trasferta | In trasferta | Totale | Totale | Totale | Totale | Totale | Totale | DR |
| Competizione | Punti | G       | V       | N       | P       | Gf      | Gs      | G            | V            | N            | P            | Gf           | Gs           | G      | V      | N      | P      | Gf     | Gs     | DR |
| ------------ | ----- | ------- | ------- | ------- | ------- | ------- | ------- | ------------ | ------------ | ------------ | ------------ | ------------ | ------------ | ------ | ------ | ------ | ------ | ------ | ------ | -- |
| Serie B      | 35    | 19      | 8       | 6       | 5       | 16      | 13      | 19           | 4            | 5            | 10           | 8            | 16           | 38     | 12     | 11     | 15     | 24     | 29     | -5 |
| Coppa Italia | 4     | 2       | 1       | 0       | 1       | 2       | 2       | 2            | 1            | 0            | 1            | 1            | 2            | 4      | 2      | 0      | 2      | 3      | 4      | -1 |
| Totale       |       | 21      | 9       | 6       | 6       | 18      | 15      | 21           | 5            | 5            | 11           | 9            | 18           | 42     | 14     | 11     | 17     | 27     | 33     | -6 |

### Statistiche dei giocatori
| Giocatore     | Serie B  | Serie B | Serie B     | Serie B    | Coppa Italia | Coppa Italia | Coppa Italia | Coppa Italia | Totale   | Totale | Totale      | Totale     |
| Giocatore     | Presenze | Reti    | Ammonizioni | Espulsioni | Presenze     | Reti         | Ammonizioni  | Espulsioni   | Presenze | Reti   | Ammonizioni | Espulsioni |
| ------------- | -------- | ------- | ----------- | ---------- | ------------ | ------------ | ------------ | ------------ | -------- | ------ | ----------- | ---------- |
| R. Arzeni     | 1        | 0       | ?           | ?          | ?            | ?            | ?            | ?            | 1+       | 0+     | ?           | ?          |
| B. Beatrice   | 22       | 1       | ?           | ?          | ?            | ?            | ?            | ?            | 22+      | 1+     | ?           | ?          |
| C. Berlanda   | 11       | 0       | ?           | ?          | ?            | ?            | ?            | ?            | 11+      | 0+     | ?           | ?          |
| S. Buso       | 16       | -9      | ?           | ?          | ?            | ?            | ?            | ?            | 16+      | -9+    | ?           | ?          |
| F. Caputi     | 35       | 0       | ?           | ?          | ?            | ?            | ?            | ?            | 35+      | 0+     | ?           | ?          |
| R. Cimenti    | 1        | 0       | ?           | ?          | ?            | ?            | ?            | ?            | 1+       | 0+     | ?           | ?          |
| A. D'Angelo   | 32       | 5       | ?           | ?          | ?            | ?            | ?            | ?            | 32+      | 5+     | ?           | ?          |
| S. Dradi      | 33       | 0       | ?           | ?          | ?            | ?            | ?            | ?            | 33+      | 0+     | ?           | ?          |
| G. Galli      | 5        | 2       | ?           | ?          | ?            | ?            | ?            | ?            | 5+       | 2+     | ?           | ?          |
| E. Glerean    | 22       | 1       | ?           | ?          | ?            | ?            | ?            | ?            | 22+      | 1+     | ?           | ?          |
| G. Legnaro    | 19       | 0       | ?           | ?          | ?            | ?            | ?            | ?            | 19+      | 0+     | ?           | ?          |
| L. Massimelli | 25       | 2       | ?           | ?          | ?            | ?            | ?            | ?            | 25+      | 2+     | ?           | ?          |
| G. Pavone     | 38       | 0       | ?           | ?          | ?            | ?            | ?            | ?            | 38+      | 0+     | ?           | ?          |
| Z. Petrovic   | 22       | -20     | ?           | ?          | ?            | ?            | ?            | ?            | 22+      | -20+   | ?           | ?          |
| N. Picano     | 38       | 1       | ?           | ?          | ?            | ?            | ?            | ?            | 38+      | 1+     | ?           | ?          |
| G. Quadri     | 30       | 6       | ?           | ?          | ?            | ?            | ?            | ?            | 30+      | 6+     | ?           | ?          |
| C. Recchia    | 7        | 0       | ?           | ?          | ?            | ?            | ?            | ?            | 7+       | 0+     | ?           | ?          |
| G. Roccotelli | 35       | 1       | ?           | ?          | ?            | ?            | ?            | ?            | 35+      | 1+     | ?           | ?          |
| R. Rossi      | 20       | 1       | ?           | ?          | ?            | ?            | ?            | ?            | 20+      | 1+     | ?           | ?          |
| F. Scoppa     | 19       | 0       | ?           | ?          | ?            | ?            | ?            | ?            | 19+      | 0+     | ?           | ?          |
| A. Turini     | 15       | 1       | ?           | ?          | ?            | ?            | ?            | ?            | 15+      | 1+     | ?           | ?          |
| R. Valentini  | 5        | 0       | ?           | ?          | ?            | ?            | ?            | ?            | 5+       | 0+     | ?           | ?          |